# 昆布川温泉
昆布川温泉（こんぶがわおんせん）は、北海道磯谷郡蘭越町にある温泉。

## 泉質
- ナトリウム-塩化物・炭酸水素塩泉
  - 源泉温度54℃
  - 湧出量毎分270リットル

## 温泉街
一軒宿で蘭越町営の「交流促進センター幽泉閣」が存在する。

## 歴史
- 1958年（昭和33年） - 一軒宿が開業。

## アクセス
- 函館本線昆布駅から徒歩3分。